# Estação Ferroviária de Ribeirãozinho
Estação Ferroviária de Ribeirãozinho foi uma estação ferroviária do atual município de Taquaritinga, estado de São Paulo. A velha estação de Ribeirãozinho (atual Taquaritinga) foi inaugurada em 1901, muito pouco tempo depois da fundação da cidade, que cresceu às margens do córrego de mesmo nome.

## A Decadência
Em 1955, a retificação da EFA (Estrada de Ferro de Araraquara) chegou à cidade, costeando-a pelo norte e eliminando esta estação. A nova estação foi construída num bairro afastado, no Jardim São Sebastião.

## Atualmente
O prédio foi desativado e hoje serve a uma revendedora de tratores e caminhões. Ainda lembra uma estação, mas está bastante descaracterizado. Em volta, prédios abandonados, inclusive o outrora movimentado hotel chamado Hotel Europa.

## Galeria de Fotos
- A Estação nos Anos 40, ainda em funcionamento.
- A Estação Atualmente.